# 邢恭
邢恭，河南承宣布政使司開封府鄭州（今河南省鄭州市）人，明朝政治人物、進士出身。

## 生平
宣德二年，登進士，授庶吉士。宣德八年，授中書舍人，后任翰林院編修。